# Mädchenkantorei an der Domkirche St. Eberhard
Die Mädchenkantorei an der Domkirche St. Eberhard wurde im Januar 1994 von Dommusikdirektor Martin Dücker gegründet. In vier Altersgruppen von der Vorschola bis zum Kammerchor singen rund 150 Mädchen im Alter von fünf bis achtzehn Jahren. Die Leitung des Chores lag von 2016 bis 2022 in den Händen von Domkapellmeister Christian Weiherer. Seit 2022 leitet Domkapellmeisterin Lydia Schimmer den Chor.
Hauptaufgabe des Chores ist das liturgische Singen in der Domkirche St. Eberhard.
Das Repertoire reicht von Taizé-Gesängen und gregorianischem Gesang bis zu anspruchsvollen Motetten und Messen des 17. bis 20. Jahrhunderts.

## Auftritte
Zu hören ist der Chor vornehmlich in der Region Stuttgart in Gottesdiensten und geistlichen Konzerten. Zudem gibt er jährlich ein Benefizkonzert zugunsten kranker Kinder in der Region Stuttgart. Auftritte und Konzertreisen führen den Chor jedoch auch weit über die Grenzen Baden-Württembergs und Deutschlands hinaus, so etwa das jährliche Adventssingen des Aufbauchors und Konzertreisen u. a. nach Köln zum Pueri-Cantores-Chorfest, nach Essen (Werdener Abteikirche und Dom), Mainz (Dom), zum Katholikentag nach Hamburg, nach Bochum, Recklinghausen und Essen, 2001 nach Limburg (Dom), Magdeburg (Dom), Dresden (Hofkirche) und Meißen (Dom); 2002 zum Internationalen Pueri-Cantores-Kongress nach Lyon; 2003 nach Münster und Warendorf; 2004 zu den Mannheimer Orgeltagen, zu den Heilig-Rock-Tagen nach Trier, nach Rom und nach Köln zum Pueri-Cantores-Chorfestival 2004. Mit Maya Dunietz und dem Meitar Ensemble trat der Chor 2022 beim Moers Festival auf.

## Struktur
Der Chor gliedert sich in
- Vorschola
- Nachwuchschor
- Aufbauchor
  - Aufbauchor I
  - Aufbauchor II
- Konzertchor
  - Aufbauchor II
  - Kammerchor